# 乐俭镇
乐俭镇，是中华人民共和国贵州省遵义市正安县下辖的一个乡镇级行政单位。
2016年1月29日，贵州省人民政府批复同意正安县部分乡镇行政区划调整，撤销乐俭乡，设置乐俭镇。

## 行政区划
乐俭镇下辖以下地区：
乐俭村、东门村、长兴村、辽远村和迎接村。